# Берлинска картинна галерия
Берлинската картинна галерия (на немски: Berliner Gemäldegalerie) е известна художествена галерия от картини в състава на Държавните музеи на Берлин и на Фонда на пруското културно наследство. Тя е сред водещите художествени музеи в Европа. Намира се в берлинския Културфорум, на запад от Потсдамския площад, и е с колекция от платна от XIII – XVIII век.
В колекцията на галерията са събрани признати шедьоври от световната живопис, принадлежащи на четката на такива майстори, като Албрехт Дюрер, Лукас Кранах Стари, Сандро Ботичели, Рафаел, Тициан, Микеланджело да Караваджо, Йеронимус Бош, Питер Брьогел Стария, Петер Паул Рубенс и Рембранд. Открита е през 1830 г. и е реконструирана през 1998 г.

## Експозиции

### В галерията
От 1998 г. Берлинската картинна галерия се помества в специално построена за нея сграда в Културфорума. В проекта на новата музейна сграда, изпълнена от архитектите Хайнц Хилмер, Христоф Затлер и Томас Албрехт, е включена вилата на издателя Паул Парей. Северната фасада на правоъгълното здание е леко изтеглено напред. Цокълът на фасадата навява на Италианския ренесанс и Пруския класицизъм. В центъра на зданието се намира главното фоайе с два реда колони, плоски сводове и 32 стъклени купола, украсени с фонтана „Серия 5-7-9“ на американския художник-концептуалист Уолтър Де Мария. Фоайето е обкръжено от подкова от 72 изложбени зали и кабинети на два етажа, осветени от естествена светлина. Тяхната обща площ съставлява 7000 m², посетителите изминават по залите на музея около 2 km; площта на стените, на които се помещават около 900 платна, съставлява 1800 m². Още 400 картини се демонстрират в дванадесет зали на „Ескизна галерия“ и на цокълния етаж на зданието.
За придаване на художествена цялостност 150 картини от колекцията на Берлинската картинна галерия се предадени на експозицията на Скулптурната колекция и Музея на византийското изкуство в открития през 2006 г. след реконструкция Музей „Боде“.

### В Музей „Боде“
Освен сградата в Културфорума картините от фондовете на Берлинската картинна галерия от октомври 2006 г. се представят в обширна експозиция в Музея „Боде“. Произведенията в голямата си част от запасните галерии са предадени в постоянната експозиция на Скулптурната колекция, внасят своя лепта в изложението на историята на живописта относно Стария свят.
Както и в основната експозиция, така и в Музея „Боде“ особено внимание е отделено на произведенията от италианската, старата нидерландска и старата немска живопис. Централно място заема Фреска „Тиеполо“ от Вила „Панигаи“, създадена вероятно съвместно между Джовани Батиста Тиеполо и Доменико Джовани Тиеполо. След тях следва приписваната на Паоло Учело Мария с дете, Оплакване на Христа на Джовани Белини, Олтар „Троица“ на Алвизе Виварини, Херкулес на кръстопът на Николо Соджи, няколко портретни работи на Алесандро Алори, по един олтарен панел на Франческо Вечелио и Джироламо дай Либри, Портрет на Бенедето де Медичи на Джорджо Вазари, Пророк Билеам на път на Лука Джордано и Ной в хмела на Андреа Сачи. Старите нидерландски майстори са представени чрез колекция творби както на известни, така и безименни художници, в това число произведения на Михел ван Кокси, известни със свои копия на шедьоври на велики художници, и също така на Алберт Боутс и Рогир ван дер Вейден. Старите немски художници са представени с картината Адам и Ева на Лукас Кранах Стари, два портрета на Георг Пенц и Портрет на мъж на Йоахим Мартин Фалбе. Следва да се споменат и творбите на Фердинанд Бол, Корнелис Корнелисен и Юбер Робер.
В експозицията на Музея „Боде“ са представени картини от собствени фондове на галерията, а също така и картини, предадени за временно ползване на Музейните фондове на Кайзер Вилхелм.

## Колекции
В картинната галерия в настоящо време се съхраняват повече от 3500 картини (от тях 2900 от собствени фондове) и 3000 оригинални картинни образци, разпределени в десет отдела:
- Немска живопис XIII – XVI век
- Немска живопис XVII – XVIII век
- Нидерландска живопис XIV – XVI век
- Фламандска живопис XVII в.
- Нидерландска живопис XVII век
- Италианска живопис XIII – XVI век
- Италианска живопис XVII – XVIII век
- Испанска живопис XV – XVIII век
- Френска живопис XV – XVIII век
- Английска живопис XVIII век

### Италианска живопис, XIII – XVI век

#### Флорентинска школа
- Джото, Успение Богородично (ок. 1315 – 1320)
- Мазачо, Поклонение на влъхвите, ок. 1425 – 1428
- Мазачо, Диск по случай раждане, ок. 1420
- Фра Филипо Липи, Поклонение пред Младенеца и свети Бернар, ок. 1459
- Сандро Ботичели, Мадона с Младенеца и ангели, ок. 1477
- Сандро Ботичели, Портрет на Симонета Веспучи, 1475 – 1480
- Сандро Ботичели, Портрет на Джулиано Медичи, ок. 1478
- Филипино Липи, Алегория на музиката (Ерато), ок. 1500
- Пиеро ди Козимо, Венера, Марс и Купидон, ок. 1505
- Аньоло Бронзино, Портрет на Угорино Мартели, 1535 – 1538

#### Венецианска школа
- Доменико Венециано, Портрет на млада жена в профил, ок. 1465
- Карло Кривели, Мадоната на трон заобиколена от седем светии, 1488
- Джентиле Белини, Мадона с Младенеца и дарители, 1460
- Андреа Мантеня, Представяне на Исус в храма, ок. 1454
- Андреа Мантеня, Мадона със спящия Младенец, 1465 / 1455 – 1460
- Виторе Карпачо, Гробницата на Христос, ок. 1510
- Виторе Карпачо, Ръкополагане на св. Стефан за дякон, 1511
- Джорджоне, Портрет на млад мъж, ок. 1505
- Лоренцо Лото, Прощаване на Христос с майка му, 1521
- Лоренцо Лото (1480 – 1556), „Портрет на млад мъж“
- Тициан, Автопортрет, 1550
- Тициан, Венера и органист, Купидон и куче, ок. 1550

#### Северна Италия
- Кореджо, Леда и лебеда, 1531
- Анибале Карачи, Река в римска провинция, ок. 1600

#### Южна Италия
- Джентиле да Фабриано, Мадона със св. Николай Мирликийски Чудотворец и св. Екатерина Александрийска и дарител, 1395 – 1400
- Рафаел, Мадона Колона, 1507 – 1508
- Рафаел, Мадоната с Младенеца и малкия Йоан Кръстител, 1504 – 1505

### Френска и фламандска живопис, XV – XVII век

#### XV век
- Ян ван Ейк, Портрет на Джовани Арнолфини, ок. 1435
- Рогир ван дер Вейден, Портрет на жена, ок. 1430
- Хюго ван дер Гус, Поклонение на влъхвите, ок. 1470
- Жан Фуке, Eтиен Шевалие и Св. Стефан“, лява част от диптих, ок. 1450

#### XVI век
- Йеронимус Бош, Св. Йоан на Патмос, 1504 – 1505
- Кристоф Амбергер, Портрет на император Карл V, 1532
- Аньоло Брондзино, Портрет Уголино Мартели, 1535 – 1538
- Питер Брьогел Стари, Нидерландски пословици, 1559
- Ханс Холбайн Млади, Портрет на търговеца Георг Гизе, 1532

#### XVII век
- Франс Халс, Кърмеща жена с дете, 1620
- Петер Паул Рубенс, Портрет на Изабела Брант, ок. 1610
- Йоханес Вермеер, Чаша вино, 1660 – 1661

### Немска живопис, XV – XVI век
- Албрехт Дюрер, Портрет на Йероним Холцшуер, 1526
- Албрехт Дюрер, Портрет на млада жена, ок. 1506
- Албрехт Дюрер, Молещата се Дева Мария, 1518
- Албрехт Дюрер, Портрет на Фридрих Мъдри, курфюрст на Саксония, 1496
- Албрехт Дюрер, Портрет на Яков Муфел, 1526
- Албрехт Дюрер, Портрет на младо момиче с червена шапка, 1507
- Лукас Кранах Стари, Портрет на г-жа Ройс, 1503
- Лукас Кранах Стари, Почивка по пътя за Египет, 1504
- Лукас Кранах Стари, Венера и Купидон, ок. 1530
- Лукас Кранах Стари, Баня за подмладяване, 1546
- Албрехт Алтдорфер, Рождество Христово, ок. 1513
- Албрехт Алтдорфер, Разпятие, ок. 1526
- Албрехт Алтдорфер, Пейзаж със семейство и сатири, 1507
- Албрехт Алтдорфер, Почивка по пътя към Египет, 1510
- Ханс Холбайн Млади, Портрет на Георг Гизе – немски търговец в Лондон, 1532
- Ханс Холбайн Млади, Портрет на Антоан ІІ Лотарингски, 1543
- Ханс Холбайн Млади, Портрет на Херман Хилибранд, 1533
- Ханс Холбайн Млади, Портрет на мъж с лютня, 1526 – 1527